# بابییان شوپن
بابییان شوپن (به انگلیسی: Bobbejaan Schoepen) یا بابیجان شوپن با نام اصلی مودست شوپن (زاده ۱۶ می ۱۹۲۵-درگذشته ۱۷ می ۲۰۱۰) خواننده بلژیکی بود.
او نماینده بلژیک در یوروویژن ۱۹۵۷ بود.